# 시바노 도라마루
시바노 도라마루(일본어: 芝野 虎丸, 1999년 11월 9일~)은 일본기원 소속 바둑 기사이다. 일본 가나가와현 사가미하라시 출생이다.

## 생애 및 입상
- 1999년 11월 9일 일본 가나가와현 사가미하라시 출생
- 2014년 여름 입단
- 2015년 2단 승단,기도상 승률상
- 2016년 3단 승단, (2016~17) 제64기 NHK배 첫 진출 1회전에서 조선진 9단을 꺾으며 2회전 진출
- 2017년 제26기 용성전 최연소 우승(17세 8개월, 종전 이치리키 료 7단 19세 1개월)에 의해 7단 조기 승단, 제42기 일본 신인왕전 우승, 제25기 아함동산배 준우승(상대 이치리키 료)
- 2018년 제4회 중일 용성전 우승(상대 커제 9단), 제25회 아함동산배 (일본) 준우승(상대 이치리키 료 8단)
- 2019년 제10회 오카게배 바둑토너먼트 우승, 8단 승단(레이와 원년 승단),제44기 일본 명인전 우승(19세 11개월. 최연소 명인전 우승 종전:이야마 유타(2009년 20세 4개월,명인전 우승)(상대 장쉬 9단 4-1),명인전 우승에 의해 9단 승단, 제67회 왕좌전 우승,(상대 이야마 유타 9단 3-1) ☆20세 나이에 2관왕 사상 최연소 기록
- 2020년 제58기 십단전 우승(상대 무라카와 다이스케 9단 3-1),제68기 왕좌전 우승(2연패, 상대 쉬자위안 8단 3-1), 제75기 혼인보전 준우승(상대 이야마 유타(혼인보 몬유) 9단 1-4)
- 2021년 제76기 혼인보전 준우승(상대 이야마 유타(혼인보 몬유) 3-4), 제69기 왕좌전 준우승(상대 이야마 유타 3-2), 제30기 용성전 우승 (상대 쉬자위안 9단 1-0)
- 2022년 제47기 명인전 우승(상대 이야마 유타 4-3)
- 2023년 제47기 기성전 준우승(상대 이치리키 료 2-4), 제61기 십단전 우승(상대 쉬자위안 9단 3-1), 제48기 명인전 우승(상대 이야마 유타, 4-2), 제32기 용성전 준우승(상대 이야마 유타 9단)
- 2024년 제71기 NHK배 준우승(상대 이치리키 료), 제62기 십단전 준우승(상대 이야마 유타, 2-3), 제3회 테이케이그룹배 준영전 우승(상대 세키 고타로, 2-0),제49기 작은기성전 준우승(0-3, 상대 이야마 유타 9단), 제31기 아함동산배 준우승(상대 이치리키 료), 제49기 일본 명인전 준우승(2-4, 상대 이치리키 료), 제50기 천원전 준우승(1-3, 상대 이치리키 료), 제72기 왕좌전 준우승(상대 이야마 유타 1-3)
- 2025년 제63기 십단전 우승(상대 이야마 유타, 3-0(3연승)), 제80기 혼인보전 준우승(2-3, 상대 이치리키 료)

## 최연소 타이틀
사상 첫 10대 명인 등극과 함께 최연소 타이틀 쟁취 기록을 세웠다. 프로 입단 이후 4년 11개월 만의 도전권 획득도 50년 만의 기록 경신, 시바노 도라마루는 이야마 유타 기록을 5개월 단축시켰다. 또한 2014년 9월 프로 입단부터 5년 1개월 만의 9단은 이야마가 갖고 있던 7년 6개월의 종전 기록을 대폭 단축시킨 것이다. 초고속, 최연소 기록이 쏟아진 명인 획득이 됐다.

## 가족 관계
- 형: 시바노 류료스케(일본어판)